# Werner Willikens

Werner Willikens

Werner Willikens (* 8. Februar 1893 in Vienenburg; † 25. Oktober 1961 in Wolfenbüttel) war ein deutscher Politiker (NSDAP), Agrarfunktionär und SS-Gruppenführer.

## Leben
Das Abitur erlangte er 1911 am Gymnasium in Goslar. Er trat in die Armee als Offizieranwärter ein und wurde 1912 zum Fahnenjunker befördert. Von 1914 bis 1918 kämpfte er im Ersten Weltkrieg und wurde zuletzt zum Oberleutnant und Führer einer Batterie befördert. Nach dem Krieg widmete er sich ab 1919 als Eleve der Landwirtschaft und besuchte die Landwirtschaftshochschule in Halle (Saale). Danach heiratete er 1924 auf Groß Flöthe im Kreis Goslar, wo er einen größeren Hof bewirtschaften konnte. Im Jahre 1925 trat er in die NSDAP (Mitgliedsnummer 3.355) ein und wurde im Mai 1933 Mitglied der SS (SS-Nr. 56.180). In Goslar wurde er Ortsgruppenleiter (OGL) und auch Bezirksleiter der NSDAP. Danach kandidierte er für den Reichstag (Weimarer Republik) und war von Mai 1928 bis November 1933 Abgeordneter für den Wahlkreis 16 Südhannover-Braunschweig. Im Reichstag (Zeit des Nationalsozialismus) verblieb er bis Mai 1945.
Nach den Wahlen für die Landwirtschaftskammer vom 18. Dezember 1931 wurde Willikens, der gleichsam Stellvertreter von Walther Darré in dessen „Agrarpolitischen Apparat“ war, ins Präsidium des Reichslandbundes gewählt. Bis Juli 1933 war er dort als Präsident Treuhänder der NSDAP. Nach der Machtergreifung arbeitete Willikens ab Juli 1933 als Staatssekretär im Preußischen Landwirtschaftsministerium. Unter Darré wurde Willikens Abteilungsleiter des Reichsamtes für Agrarpolitik der NSDAP, in dem der agrarpolitische Apparat aufgegangen war. 1935 – in jenem Jahr wohnte er am Leipziger Platz 10 in Berlin – wurde das Preußische Landwirtschaftsministerium aufgelöst und in das Reichsministerium für Ernährung und Landwirtschaft integriert, sodass Willikens fortan seine Arbeit dort fortsetzte.
Dem Hitler-Biographen Ian Kershaw lieferte die von Willikens in einer Rede am 21. Februar 1934 formulierte Maxime, es sei die „Pflicht eines jeden“ im Dritten Reich, „zu versuchen im Sinne des Führers ihm entgegenzuarbeiten“, ohne auf dessen Anweisungen oder Befehle zu warten, den Titel für das 13. Kapitel dieser Biographie, dem er die Überschrift Dem Führer entgegenarbeiten gab, zugleich ein Leitmotiv für die Biographie insgesamt sowie ein Beispiel für vorauseilenden Gehorsam.
Im Zuge des Aufbaus der Reichswerke Hermann Göring bei Salzgitter musste Willikens seinen Hof in Groß Flöthe aufgeben. Als „Ausgleich“ erhielt er ein schlossartiges Anwesen im besetzten Polen. Als Staatssekretär veröffentlichte er am 12. Januar 1940 in der Zeitschrift Nationalsozialistische Landpost einen Plan, Landwirte aus Baden und Württemberg im Reichsgau Posen anzusiedeln.
Nach dem Ende des NS-Regimes wurde er angeklagt und zu einer Haftstrafe verurteilt. Nach Verbüßung der Haft kehrte er wieder auf ein kleines bäuerliches Anwesen nach Groß Flöthe zurück. Er starb 1961 und wurde dort auch begraben.

## Publikationen
- Nationalsozialistische Agrarpolitik. München 1931.
- Bauten für die Volksernährung. In: Der Vierjahresplan. Juni 1939.